# POFOSZ
A POFOSZ a Magyar Politikai Foglyok Országos Szövetségének közhasználatú rövidítése. Az 1989. februárjában alakult szervezet azon politikai üldözötteknek pártoktól független, demokratikusan szervezett szövetsége, akiket – demokratikus gondolkodásuk, magatartásuk, vallási meggyőződésük vagy nemzeti hovatartozásuk miatt –  szabadságuktól megfosztottak, vagy üldöztetést szenvedtek.

## Története
A  Politikai Foglyok Országos Szövetsége (Pofosz) alakuló ülése  1989. február 17-én  volt. Ekkor Fónay Jenőt választották a szervezet elnökévé, Göncz Árpádot pedig társelnökévé.
Helyi szervezetei is alakultak (pl. a Komárom-Esztergom megyei szervezet 1991-ben).
Az elnöki tisztséget Fónay Jenő 2002-ig töltötte be.
Később Mádi Jenő lett az elnök. 

## Jelvénye
Összekötözött kezű, gúzsba kötözött, térdelő alak ábrája.